# Bosnien-Hercegovina ved vinter-OL 2018
Bosnien-Hercegovina deltog i vinter-OL 2018 i Pyeongchang, Sydkorea i perioden 9. – 25. februar 2018.

## Deltagere
Bosnien-Hercegovina deltog i følgende sportsgrene: 
| Sportsgren    | Herrer | Damer | Total |
| ------------- | ------ | ----- | ----- |
| Alpint skiløb | 1      | 1     | 2     |
| Langrend      | 1      | 1     | 2     |
| Total         | 2      | 2     | 4     |

## Medaljer
| 2018 Pyeongchang    | Guld | Sølv | Bronze | Total |
| Bosnien-Hercegovina | 0    | 0    | 0      | 0     |